# 480 kilomètres du Nürburgring 1990
Navigation
Édition précédente Édition suivante
Les 480 km du Nürburgring 1990 (officiellement appelé le ADAC Sportwagen WM), disputées le 19 août 1990 sur le Nürburgring, sont la trente-cinquième édition de cette épreuve, la deuxième sur un format de 480 kilomètres et la sixième manche du Championnat du monde des voitures de sport 1990.

## La course

### Classement de la course
Voici le classement officiel au terme de la course,.
- Les premiers de chaque catégorie du championnat du monde sont signalés par un fond jaune.
- Pour la colonne Pneus, il faut passer le curseur au-dessus du modèle pour connaître le manufacturier de pneumatiques.
- Les voitures ne réussissant pas à parcourir 75% de la distance du gagnant sont non classées (NC).

| Pos  | Classe | no | Écurie                              | Pilotes                                    | Châssis                            | Pneus | Tours | Temps               |
| Pos  | Classe | no | Écurie                              | Pilotes                                    | Moteur                             | Pneus | Tours | Temps               |
| ---- | ------ | -- | ----------------------------------- | ------------------------------------------ | ---------------------------------- | ----- | ----- | ------------------- |
| 1    | C      | 1  | Team Sauber Mercedes                | Mauro Baldi Jean-Louis Schlesser           | Mercedes-Benz C11                  | G     | 106   | 2 h 39 min 15 s 913 |
| 1    | C      | 1  | Team Sauber Mercedes                | Mauro Baldi Jean-Louis Schlesser           | Mercedes-Benz M119 5.0L V8 Turbo   | G     | 106   | 2 h 39 min 15 s 913 |
| 2    | C      | 2  | Team Sauber Mercedes                | Jochen Mass Michael Schumacher             | Mercedes-Benz C11                  | G     | 106   | + 24 s 562          |
| 2    | C      | 2  | Team Sauber Mercedes                | Jochen Mass Michael Schumacher             | Mercedes-Benz M119 5.0L V8 Turbo   | G     | 106   | + 24 s 562          |
| 3    | C      | 3  | Silk Cut Jaguar                     | Martin Brundle Alain Ferté                 | Jaguar XJR-11                      | G     | 105   | + 1 tour            |
| 3    | C      | 3  | Silk Cut Jaguar                     | Martin Brundle Alain Ferté                 | Jaguar JV6 3.5L V6 Turbo           | G     | 105   | + 1 tour            |
| 4    | C      | 4  | Silk Cut Jaguar                     | Andy Wallace Jan Lammers                   | Jaguar XJR-11                      | G     | 105   | + 1 tour            |
| 4    | C      | 4  | Silk Cut Jaguar                     | Andy Wallace Jan Lammers                   | Jaguar JV6 3.5L V6 Turbo           | G     | 105   | + 1 tour            |
| 5    | C      | 23 | Nissan Motorsports International    | Mark Blundell                              | Nissan R90CK                       | D     | 103   | + 3 tours           |
| 5    | C      | 23 | Nissan Motorsports International    | Mark Blundell                              | Nissan VHR35Z 3.5L V8 Turbo        | D     | 103   | + 3 tours           |
| 6    | C      | 7  | Joest Porsche Racing                | Bob Wollek Frank Jelinski                  | Porsche 962C                       | M     | 103   | + 3 tours           |
| 6    | C      | 7  | Joest Porsche Racing                | Bob Wollek Frank Jelinski                  | Porsche Type-935 3.2L Flat-6 Turbo | M     | 103   | + 3 tours           |
| 7    | C      | 21 | Spice Engineering                   | Costas Los Cor Euser                       | Spice SE90C                        | G     | 102   | + 4 tours           |
| 7    | C      | 21 | Spice Engineering                   | Costas Los Cor Euser                       | Ford Cosworth DFR 3.5L V8 Atmo     | G     | 102   | + 4 tours           |
| 8    | C      | 15 | Brun Motorsport                     | Oscar Larrauri Harald Huysman              | Porsche 962C                       | Y     | 102   | + 4 tours           |
| 8    | C      | 15 | Brun Motorsport                     | Oscar Larrauri Harald Huysman              | Porsche Type-935 3.0L Flat-6 Turbo | Y     | 102   | + 4 tours           |
| 9    | C      | 24 | Nissan Motorsports International    | Kenny Acheson Gianfranco Brancatelli       | Nissan R90CK                       | D     | 102   | + 4 tours           |
| 9    | C      | 24 | Nissan Motorsports International    | Kenny Acheson Gianfranco Brancatelli       | Nissan VHR35Z 3.5L V8 Turbo        | D     | 102   | + 4 tours           |
| 10   | C      | 13 | Courage Compétition                 | Pascal Fabre Lionel Robert                 | Cougar C24S                        | G     | 101   | + 5 tours           |
| 10   | C      | 13 | Courage Compétition                 | Pascal Fabre Lionel Robert                 | Porsche Type-935 3.0L Flat-6 Turbo | G     | 101   | + 5 tours           |
| 11   | C      | 33 | Konrad Motorsport Dauer Racing (en) | Raul Boesel                                | Porsche 962C                       | BF    | 101   | + 5 tours           |
| 11   | C      | 33 | Konrad Motorsport Dauer Racing (en) | Raul Boesel                                | Porsche Type-935 3.0L Flat-6 Turbo | BF    | 101   | + 5 tours           |
| 12   | C      | 9  | Joest Porsche Racing                | "John Winter" Stanley Dickens              | Porsche 962C                       | M     | 100   | + 6 tours           |
| 12   | C      | 9  | Joest Porsche Racing                | "John Winter" Stanley Dickens              | Porsche Type-935 3.2L Flat-6 Turbo | M     | 100   | + 6 tours           |
| 13   | C      | 17 | Brun Motorsport                     | Otto Rensing Bernard Santal                | Porsche 962C                       | Y     | 100   | + 6 tours           |
| 13   | C      | 17 | Brun Motorsport                     | Otto Rensing Bernard Santal                | Porsche Type-935 3.0L Flat-6 Turbo | Y     | 100   | + 6 tours           |
| 14   | C      | 32 | Konrad Motorsport                   | Franz Konrad Harri Toivonen                | Porsche 962CK6                     | G     | 100   | + 6 tours           |
| 14   | C      | 32 | Konrad Motorsport                   | Franz Konrad Harri Toivonen                | Porsche Type-935 3.0L Flat-6 Turbo | G     | 100   | + 6 tours           |
| 15   | C      | 12 | Courage Compétition                 | Michel Trollé Bernard Thuner               | Cougar C24S                        | G     | 99    | + 7 tours           |
| 15   | C      | 12 | Courage Compétition                 | Michel Trollé Bernard Thuner               | Porsche Type-935 3.0L Flat-6 Turbo | G     | 99    | + 7 tours           |
| 16   | C      | 27 | Obermaier Primagaz                  | Jürgen Lässig Otto Altenbach               | Porsche 962C                       | G     | 99    | + 7 tours           |
| 16   | C      | 27 | Obermaier Primagaz                  | Jürgen Lässig Otto Altenbach               | Porsche Type-935 3.0L Flat-6 Turbo | G     | 99    | + 7 tours           |
| 17   | C      | 26 | Obermaier Primagaz                  | Harald Grohs Jürgen Oppermann (de)         | Porsche 962C                       | G     | 98    | + 8 tours           |
| 17   | C      | 26 | Obermaier Primagaz                  | Harald Grohs Jürgen Oppermann (de)         | Porsche Type-935 3.0L Flat-6 Turbo | G     | 98    | + 8 tours           |
| 18   | C      | 10 | Porsche Kremer Racing               | Bernd Schneider Sarel van der Merwe        | Porsche 962CK6                     | Y     | 98    | + 8 tours           |
| 18   | C      | 10 | Porsche Kremer Racing               | Bernd Schneider Sarel van der Merwe        | Porsche Type-935 3.0L Flat-6 Turbo | Y     | 98    | + 8 tours           |
| 19   | C      | 34 | Equipe Alméras Fréres               | Jacques Alméras Jean-Marie Alméras         | Porsche 962C                       | G     | 97    | + 9 tours           |
| 19   | C      | 34 | Equipe Alméras Fréres               | Jacques Alméras Jean-Marie Alméras         | Porsche Type-935 3.0L Flat-6 Turbo | G     | 97    | + 9 tours           |
| 20   | C      | 39 | Swiss Team Salamin                  | Antoine Salamin Max Cohen-Olivar           | Porsche 962C                       | G     | 96    | + 10 tours          |
| 20   | C      | 39 | Swiss Team Salamin                  | Antoine Salamin Max Cohen-Olivar           | Porsche Type-935 3.0L Flat-6 Turbo | G     | 96    | + 10 tours          |
| 21   | C      | 35 | Louis Descartes                     | François Migault François Wettling         | ALD C289                           | D     | 86    | + 20 tours          |
| 21   | C      | 35 | Louis Descartes                     | François Migault François Wettling         | Ford Cosworth DFL 3.5L V8 Atmo     | D     | 86    | + 20 tours          |
| Abd. | C      | 37 | Toyota Team Tom's                   | Geoff Lees Hitoshi Ogawa                   | Toyota 90C-V                       | B     | 96    | Panne sèche         |
| Abd. | C      | 37 | Toyota Team Tom's                   | Geoff Lees Hitoshi Ogawa                   | Toyota R36V 3.6L V8 Turbo          | B     | 96    | Panne sèche         |
| Abd. | C      | 16 | Brun Motorsport                     | Jesús Pareja Walter Brun                   | Porsche 962C                       | Y     | 90    | Embrayage           |
| Abd. | C      | 16 | Brun Motorsport                     | Jesús Pareja Walter Brun                   | Porsche Type-935 3.0L Flat-6 Turbo | Y     | 90    | Embrayage           |
| Abd. | C      | 11 | Porsche Kremer Racing Convector     | Anthony Reid Eje Elgh                      | Porsche 962C                       | D     | 72    | Roulement de roue   |
| Abd. | C      | 11 | Porsche Kremer Racing Convector     | Anthony Reid Eje Elgh                      | Porsche Type-935 3.0L Flat-6 Turbo | D     | 72    | Roulement de roue   |
| Abd. | C      | 14 | Richard Lloyd Racing                | Manuel Reuter Steven Andskär               | Porsche 962C GTi                   | G     | 71    | Frein               |
| Abd. | C      | 14 | Richard Lloyd Racing                | Manuel Reuter Steven Andskär               | Porsche Type-935 3.0L Flat-6 Turbo | G     | 71    | Frein               |
| Abd. | C      | 28 | Chamberlain Engineering             | Nick Adams Charles Zwolsman Sr.            | Spice SE89C                        | G     | 65    | Panne sèche         |
| Abd. | C      | 28 | Chamberlain Engineering             | Nick Adams Charles Zwolsman Sr.            | Ford Cosworth DFZ 3.5L V8 Atmo     | G     | 65    | Panne sèche         |
| Abd. | C      | 36 | Toyota Team Tom's                   | Johnny Dumfries Roberto Ravaglia           | Toyota 90C-V                       | B     | 50    | Moteur              |
| Abd. | C      | 36 | Toyota Team Tom's                   | Johnny Dumfries Roberto Ravaglia           | Toyota R36V 3.6L V8 Turbo          | B     | 50    | Moteur              |
| Abd. | C      | 40 | The Berkeley Team London            | Pasquale Barberio Ranieri Randaccio        | Spice SE89C                        | G     | 49    | Moteur              |
| Abd. | C      | 40 | The Berkeley Team London            | Pasquale Barberio Ranieri Randaccio        | Ford Cosworth DFZ 3.5L V8 Atmo     | G     | 49    | Moteur              |
| Abd. | C      | 8  | Joest Porsche Racing                | Jonathan Palmer Hans-Joachim Stuck         | Porsche 962C                       | M     | 16    | Moteur              |
| Abd. | C      | 8  | Joest Porsche Racing                | Jonathan Palmer Hans-Joachim Stuck         | Porsche Type-935 3.2L Flat-6 Turbo | M     | 16    | Moteur              |
| Np.  | C      | 22 | Spice Engineering                   | Costas Los Cor Euser                       | Spice SE90C                        | G     | -     | Retrait             |
| Np.  | C      | 22 | Spice Engineering                   | Costas Los Cor Euser                       | Ford Cosworth DFR 3.5L V8 Atmo     | G     | -     | Retrait             |
| Nq.  | C      | 6  | Joest Porsche Racing                | Jean-Louis Ricci                           | Porsche 962C                       | D     | -     |                     |
| Nq.  | C      | 6  | Joest Porsche Racing                | Jean-Louis Ricci                           | Porsche Type-935 3.0L Flat-6 Turbo | D     | -     |                     |
| Nq.  | C      | 30 | GP Motorsport                       | Beppe Gabbiani Richard Jones (en)          | Spice SE90C                        | D     | -     |                     |
| Nq.  | C      | 30 | GP Motorsport                       | Beppe Gabbiani Richard Jones (en)          | Ford Cosworth DFR 3.5L V8 Atmo     | D     | -     |                     |
| Nq.  | C      | 41 | Alba Formula Team                   | Gianfranco Trombetti (it) Marco Brand (en) | Alba AR20                          | G     | -     |                     |
| Nq.  | C      | 41 | Alba Formula Team                   | Gianfranco Trombetti (it) Marco Brand (en) | Buick 4.5L V6 Atmo                 | G     | -     |                     |

## Pole position et record du tour
- Pole position :  Jean-Louis Schlesser (#1 Team Sauber Mercedes) en 1 min 26 s 092
- Meilleur tour en course :  Jean-Louis Schlesser (#1 Team Sauber Mercedes) en 1 min 20 s 344

## À noter
- Longueur du circuit : 4,542 km
- Distance parcourue par les vainqueurs : 481,452 km